# Список видів порічки
У цьому переліку видів Ribes показано багато з приблизно 200 прийнятих видів рослин роду Ribes, єдиного роду в родині Saxifragales Grossulariaceae.  Традиційно їх поділяють на кілька підродів, таких як підрід Ribes (порічки) і підрід Grossularia (аґрус). 

## ПідрідRibesL.

### СекціяBerisia
До розділу входять дводомні види порічки альпійської, поширені в Євразії.
| Квіти | Плоди | Наукова назва                         | Поширення |
| ----- | ----- | ------------------------------------- | --- |
|       |       | Ribes acuminatum Wall. ex G.Don       | Індія |
|       |       | Ribes armmenum Pojark.                | Південний Кавказ |
|       |       | Ribes alpinum L.                      | Північна Європа від Фінляндії та Норвегії на південь до Альп і Піренеїв і Кавказу, Грузія                                                      |
|       |       | Ribes diacanthum Pall.                | (Росія, Монголія, Корея, північно-східний Китай (Хейлунцзян, Цзілінь, Внутрішня Монголія)                                                      |
|       |       | Ribes giraldii Jancz.                 | Китай (Східна Ганьсу, Ляонін, Шеньсі, Пд. Шаньсі.)                                                                                             |
|       |       | Ribes glabricalycinum L.T.Lu          | Китай (Сичуань) |
|       |       | Ribes glabrifolium L.T.Lu             | Китай (W Hubei, S Shaanxi) |
|       |       | Ribes glaciale Wallich                | Китай (Пд. Ганьсу, Хенань, Зах. Хубей, Шеньсі, Сичуань, Пд. Сізан, Пд. Юньнань), Бутан, Північна Індія, Кашмір, Північна М'янма, Непал, Сіккім |
|       |       | Ribes henryi Franch.                  | Китай (В. Сичуань, Хубей) |
|       |       | Ribes heterotrichum C.A.Mey.          | Середньої Азії до Монголії та Північного Пакистану.                                                                                            |
|       |       | Ribes humile Jancz.                   | Китай (Сичуань) |
|       |       | Ribes hunanense Chang Y.Yang & C.J.Qi | Китай (Гуансі, Хунань) |
|       |       | Ribes kialanum Jancz.                 | Китай (західний Сичуань, пн.-зах. Юньнань) |
|       |       | Ribes komarovii Pojark.               | Далекий Схід Росії, Північний і Центральний Китай, Північна Корея                                                                              |
|       |       | Ribes laurifolium Jancz.              | Китаю (В. Сичуань, Гуйчжоу, Юньнань) до М'янми.                                                                                                |
|       |       | Ribes luridum Hook. & Thoms.          | Непал — Китай (західний Сичуань, пн.-зах. Юньнань)                                                                                             |
|       |       | Ribes maximowiczii Batal.             | Китай (Хейлунцзян, Цзілінь, Е Ляонін), Японія, Корея, Росія                                                                                    |
|       |       | Ribes melananthum Boiss. & Hohen.     | Іран |
|       |       | Ribes orientale Desf.                 | Китай (З Сичуань, Сізан, СЗ Юньнань), Бутан, Індія, Кашмір, Непал, Росія; Пд Азія, Пд Європа                                                   |
|       |       | Ribes saxatile Pall.                  | Китай (Сіньцзян), Росія |
|       |       | Ribes takare D.Don                    | Китай, Бутан, Північна Індія, Кашмір, М'янма, Непал, Сіккім                                                                                    |
|       |       | Ribes tianquanense S.H.Yu & J.M.Xu    | Китай (Сичуань) |
|       |       | Ribes pseudofasciculatum K.S.Hao      | Китай (Січжан, Сичуань, Цінхай) |
|       |       | Ribes pulchellum Turcz.               | Пд Сибіру до Пн Китаю. |
|       |       | Ribes rubrisepalum L.T.Lu             | Китай (Ганьсу, Південний Шеньсі, Західний Сичуань, Північний Захід Юньнань.)                                                                   |
|       |       | Ribes tenue Jancz.                    | Китай (Сх. Ганьсу, З. Хенань, З. Хубей, Пн.-З. Хунань, Пд.-З. Шеньсі, Сичуань, Юньнань)                                                        |
|       |       | Ribes vilmorinii Jancz.               | Китай (Хебей, Західна Сичуань, Північно-Західна Юньнань.)                                                                                      |
|       |       | Ribes xizangense L.T.Lu               | Китай (Xizang) |

### СекціяCalobotrya(Spach)Jancz.
Розділ включає північноамериканські види.
| Квіти | Плоди | Наукова назва                  | Поширення |
| ----- | ----- | ------------------------------ | --- |
|       |       | Ribes brandegeei Eastw.        | Мексика |
|       |       | Ribes canthariforme Wiggins    | Каліфорнія |
|       |       | Ribes cereum Douglas           | Британська Колумбія, Альберта та велика частина західної частини Сполучених Штатів, від Вашингтона, Орегону та Каліфорнії на схід до західних Дакот і Оклахомської Панхендл |
|       |       | Ribes ceriferum Coville & Rose | Мексика (Дуранго і Чіуауа) |
|       |       | Ribes ciliatum Humb. & Bonpl.  | Мексика |
|       |       | Ribes dugesii Greenm.          | Мексика |
|       |       | Ribes indecorum Eastw.         | Округ Санта-Барбара в Каліфорнії на південь до північної Нижньої Каліфорнії.                                                                                                |
|       |       | Ribes malvaceum Sm.            | Каліфорнія та північна Нижня Каліфорнія |
|       |       | Ribes mescalerium Coville      | Південний схід Нью-Мексико, західний Техас і мексиканський штат Чіуауа. |
|       |       | Ribes neglectum Rose           | Мексика |
|       |       | Ribes nelsonii Coville & Rose  | Мексика (Сонора, Чіуауа) |
|       |       | Ribes nevadense Kellogg        | Каліфорнія, Невада, Орегон |
|       |       | Ribes orizabae Rose            | Мексика (Веракрус) |
|       |       | Ribes pringlei Rose            | Центральна та Пд. Мексика. |
|       |       | Ribes grande Rose              | Мексика (Пуебла) |
|       |       | Ribes sanguineum Pursh         | Західні частини США та Канади. |
|       |       | Ribes tortuosum Benth.         | Мексика |
|       |       | Ribes viscosissimum Pursh      | США, Канада |
|       |       | Ribes wolfii Rothr.            | Північний Айдахо, північно-східний Орегон і південно-східний Вашингтон. Юта, Колорадо, Аризона та Нью-Мексико, Мексика                                                      |

### СекціяCoreosma(Spach) Jancz.
До цього розділу входять євразійські та американські чорноплідні смородини.
| Квіти | Плоди | Наукова назва                     | Поширення |
| ----- | ----- | --------------------------------- | --- |
|       |       | Ribes americanum Mill.            | Канада (від Альберти до Нової Шотландії) і північ США (від Нової Англії до Вашингтона, з додатковим населенням у Колорадо та Нью-Мексико)                                |
|       |       | Ribes bracteosum Douglas ex Hook. | Південно-східної Аляски до округу Мендосіно в Каліфорнії |
|       |       | Ribes dikuscha Fisch. ex Turcz.   | Сибір на Далекий Схід Росії. |
|       |       | Ribes hudsonianum Richards        | Канада, від Квебеку на захід; і частини Сполучених Штатів (Аляска, район Великих озер, північні Скелясті гори, Каскади, Блакитні гори та інші частини північного заходу) |
|       |       | Ribes janczewskii Pojark.         | Казахстан, Киргизстан, Таджикистан |
|       |       | Ribes japonicum Maxim.            | Японія (Хоккайдо, Хонсю, Сікоку) |
|       |       | Ribes malvifolium Pojark.         | Таджикистан |
|       |       | Ribes nigrum L.                   | Північної Європи та Північної Азії |
|       |       | Ribes procumbens Pall.            | Сибір до Північної Кореї, Японії (Хонсю) |
|       |       | Ribes ussuriense Jancz.           | Сибір до Північної Кореї, Японії (Хонсю) |
|       |       | Ribes viburnifolium A.Gray        | Південна Каліфорнія |

### СекціяSymphocalyxBerland.
| Квіти | Плоди | Наукова назва      | Поширення                                                              |
| ----- | ----- | ------------------ | ---------------------------------------------------------------------- |
|       |       | Ribes aureum Pursh | Канада, більша частина США (крім південного сходу) і північна Мексика. |

### СекціяGrossularioides(Jancz.) Rehd.
Цей розділ включає колючу або агрусові порічки з Північної Америки
| Квіти | Плоди | Наукова назва                | Поширення |
| ----- | ----- | ---------------------------- | --- |
|       |       | Ribes lakustre (Pers.) Poir. | Каліфорнія до Аляски та через Північну Америку на схід до Пенсільванії та Ньюфаундленду, на південь аж до Нью-Мексико. |
|       |       | Ribes montigenum McClat.     | Вашингтон на південь до Каліфорнії та на схід аж до Скелястих гір                                                      |

### СекціяHeritieraJancz.
| Квіти | Плоди | Наукова назва                         | Поширення                                                                                        |
| ----- | ----- | ------------------------------------- | ------------------------------------------------------------------------------------------------ |
|       |       | Ribes erythrocarpum Coville & Leiberg | Каскадні гори в штаті Орегон США                                                                 |
|       |       | Ribes acerifolium T.J Howell          | Канадська провінція Британська Колумбія, а також північний захід США (Вашингтон, Айдахо, Орегон) |
|       |       | Ribes glandulosum Grauer ex Weber     | США (Аляска, район Великих озер, гори Аппалачі та північний схід)                                |
|       |       | Ribes laxiflorum Pursh                | Від Аляски та Юкону на південь аж до північної Каліфорнії та Нью-Мексико                         |

### СекціяParillaJancz.
| Квіти | Плоди | Наукова назва                              | Поширення              |
| ----- | ----- | ------------------------------------------ | ---------------------- |
|       |       | Ribes andicola Jancz.                      | Колумбія               |
|       |       | Ribes albifolium Ruiz & Pav.               | Перу                   |
|       |       | Ribes austroecuadorense Freire-Fierro      | Еквадор                |
|       |       | Ribes chachapoyense Weigend & Breitkopf    | Перу                   |
|       |       | Ribes colandina Weigend                    | Перу                   |
|       |       | Ribes contumazensis Weigend                | Перу                   |
|       |       | Ribes costaricense Weigend                 | Коста-Ріка             |
|       |       | Ribes cucullatum Hook. & Arn.              | Аргентина та Чилі      |
|       |       | Ribes dombeyanum (Spach) Jancz.            | Перу                   |
|       |       | Ribes ecuadorense Jancz.                   | Колумбія, Еквадор      |
|       |       | Ribes erectum Freire-Fierro                | Колумбія, Еквадор      |
| \|    |       | Ribes fasciculatum Siebold & Zucc.         | Китай, Японія та Корея |
|       |       | Ribes hirticaule J.F.Macbr.                | Перу                   |
|       |       | Ribes hirtum Willd. ex Roem. & Schult.     | Колумбія та Еквадор    |
|       |       | Ribes incarnatum Wedd.                     | Перу та Болівія        |
|       |       | Ribes incertum J.F.Macbr.                  | Перу                   |
|       |       | Ribes integrifolium Phil.                  | Чилі                   |
|       |       | Ribes lehmannii Jancz.                     | Еквадор                |
|       |       | Ribes luteynii Weigend                     | Еквадор                |
|       |       | Ribes macrobotrys Ruiz & Pav.              | Перу                   |
|       |       | Ribes macrostachyum Jancz.                 | Перу                   |
|       |       | Ribes magellanicum Jancz.                  | Чилі та Аргентина      |
|       |       | Ribes nanophyllum Freire-Fierro & L.Endara | Еквадор                |
|       |       | Ribes nitidissima Neger.                   | Чилі                   |
|       |       | Ribes ovalifolium Jancz.                   | Перу                   |
|       |       | Ribes parvifolium Phil.                    | Чилі                   |
|       |       | Ribes pentlandii Britton                   | Перу та Болівія        |
|       |       | Ribes peruvianum Jancz.                    | Перу                   |
|       |       | Ribes polyanthes Phil.                     | Чилі                   |
|       |       | Ribes praecox J.F.Macbr.                   | Перу                   |
|       |       | Ribes punctatum Ruiz & Pav.                | Чилі                   |
|       |       | Ribes ruizii Rehder.                       | Чилі                   |
|       |       | Ribes sanchezii Weigend                    | Перу                   |
|       |       | Ribes sardoum Martelli                     | Сардинія               |
|       |       | Ribes steinbachiorum Weigend & Binder      | Болівія                |
|       |       | Ribes sucheziense Jancz.                   | Болівія                |
|       |       | Ribes tolimense Cuatrec.                   | Колумбія               |
|       |       | Ribes trilobum Meyen.                      | Чилі                   |
|       |       | Ribes valdivianum Phil.                    | Чилі                   |
|       |       | Ribes weberbaueri Jancz.                   | Перу                   |

### СекціяRibesL.
| Квіти  | Плоди | Наукова назва                        | Поширення                                                                      |
| ------ | ----- | ------------------------------------ | ------------------------------------------------------------------------------ |
|        |       | Ribes altissimum Turcz. ex Pojark.   | Монголія, Росія (Сибір), Китай (Сіньцзян)                                      |
|        |       | Ribes biebersteinii Berland. ex DC.  | Від Туреччини до Пн.-Зх. Іран.                                                 |
|        |       | Ribes griffithii Hook.f. & Thomson   | Непал — Китай (західний Сичуань, пн.-зах. Юньнань)                             |
|        |       | Ribes himalense Royle ex Decne.      | Пакистан до Південно-Західного Китаю                                           |
|        |       | Ribes latifolium Jancz.              | Китай (С. Цзілінь) до Північної Кореї, Сахалін до Північної Японії             |
|        |       | Ribes longacemosum Franch.           | Китай (Сичуань, Юньнань, В. Хубей).                                            |
| </img> |       | Ribes mandshuricum (Maxim.) Kom.     | Російський Далекий Схід до Північного та Східного Центрального Китаю та Кореї. |
|        |       | Ribes meyeri Maxim.                  | Середньої Азії до Монголії та Пн. Афганістан                                   |
|        |       | Ribes moupinense Franch.             | Центральний і Південний Китай.                                                 |
|        |       | Ribes multiflorum Kit.               | Середня Італія, Балканський півострів до З. Середньої Туреччини                |
|        |       | Ribes pallidiflorum Pojark.          | Північно-східний Китай до Росії                                                |
|        |       | Ribes petraeum Wulf.                 | Європа                                                                         |
|        |       | Ribes rubrum L. — Порічки червоні    | Європа                                                                         |
|        |       | Ribes sachalinense (F.Schmidt) Nakai | Сахалін до Японії (Хоккайдо, Хонсю, Сікоку).                                   |
|        |       | Ribes setchuense Jancz.              | Китай (Сичуань, Пд. Gansu)                                                     |
|        |       | Ribes spicatum Robson                | Північної Європи та Північної Азії                                             |
|        |       | Ribes soulieanum Jancz.              | Тибет до Китаю (пн.-зах. Юньнань).                                             |
|        |       | Ribes triste Pall.                   | Канаді та на півночі США, а також у східній Азії (Росія, Китай, Корея, Японія) |
|        |       | Ribes turbinatum Pojark.             | Казахстан                                                                      |

## ПідрідGrossularia(Mill.)Чол.

### СекціяGrossularia(Mill.)Натт.
| Квіти | Плоди | Наукова назва                                                                    | Поширення |
| ----- | ----- | -------------------------------------------------------------------------------- | --- |
|       |       | Ribes aciculare Sm.                                                              | Північний Китай, Сибір.                                                                                          |
|       |       | Ribes alpestre Wall. ex Decne.                                                   | Від Афганістану до Південно-Західного Китаю                                                                      |
|       |       | Ribes ambiguum Maxim.                                                            | Південний Центральний Китай, Японія                                                                              |
|       |       | Ribes burejense F.Schmidt                                                        | Китай, Північна Корея, Монголія, Росія                                                                           |
|       |       | Ribes curvatum Small                                                             | США (Техас, Оклахома, Луїзіана, Арканзас, Теннессі, Джорджія, Алабама)                                           |
|       |       | Ribes cynosbati L.                                                               | Східні та центральні Сполучені Штати та Канада                                                                   |
|       |       | Ribes divaricatum Douglas                                                        | Захід Північної Америки від Британської Колумбії до Каліфорнії                                                   |
|       |       | Ribes echinellum (Cov.) Rehder                                                   | Флорида, Південна Кароліна                                                                                       |
|       |       | Ribes formosanum Hayata                                                          | Тайвань |
|       |       | Ribes grossularioides Maxim.                                                     | Японія |
|       |       | Ribes hirtellum Michx.                                                           | Канади та півноч США                                                                                             |
|       |       | Ribes horridum Rupr.                                                             | Російський Далекий Схід до Північної Кореї, Японія                                                               |
|       |       | Ribes inerme Rydb.                                                               | Британська Колумбія до Каліфорнії та на захід до Скелястих гір                                                   |
|       |       | Ribes missouriense Nutt.                                                         | Північно-центральні Сполучені Штати (Великі озера, верхня частина Міссісіпі та нижня долина Міссурі)             |
|       |       | Ribes niveum Lindl.                                                              | Захід Сполучених Штатів (Вашингтон, Айдахо, Орегон і Невада з ізольованими популяціями в Колорадо і Нью-Мексико) |
|       |       | Ribes oxyacanthoides L.                                                          | Аляска через більшу частину Канади та західну та північну центральну частину США                                 |
|       |       | Ribes rotundifolium Michx.                                                       | Массачусетс і Аппалачі на південь аж до Південної Кароліни та Теннессі                                           |
|       |       | Ribes sinanense F.Maek.                                                          | Японія (К. Хонсю)                                                                                                |
|       |       | Ribes stenocarpum Maxim.                                                         | Китай |
|       |       | Ribes uva-crispa L. — аґрус, аґрус дикий, аґрус європейський, аґрус англійський. | Європа, Кавказ і Північна Африка                                                                                 |

## ПідрідHesperiaA.Berger
| Квіти | Плоди | Наукова назва                   | Поширення            |
| ----- | ----- | ------------------------------- | -------------------- |
|       |       | Ribes amarum McClatchie         | Каліфорнія           |
|       |       | Ribes californicum Hook. & Arn. | Каліфорнія           |
|       |       | Ribes cruentum Greene           | Каліфорнія, Орегон   |
|       |       | Ribes leptosma (Coville) Fedde  | Каліфорнія           |
|       |       | Ribes menziesii Pursh           | Каліфорнія та Орегон |
|       |       | Ribes roezlii Reg.              | Каліфорнія           |
|       |       | Ribes victoris Greene           | Каліфорнія           |

## ПідрідLobbiaA. Berger

### СекціяLobbia
| Квіти | Плоди | Наукова назва                    | Поширення |
| ----- | ----- | -------------------------------- | --- |
|       |       | Ribes binominatum A.Heller       | Північна Каліфорнія та західний Орегон |
|       |       | Ribes lasianthum Greene          | Каліфорнія, Невада |
|       |       | Ribes leptanthum A.Gray          | Аризона, Колорадо, Нью-Мексико, Техас і Юта |
|       |       | Ribes lobbii A.Gray              | Сполучені Штати (гори Сіскію, східна Колумбійська ущелина, національний парк Кратер-Лейк, національний парк Маунт-Рейнір, національний парк Олімпік) і Британська Колумбія в Канаді |
|       |       | Ribes marshallii Greene          | Південний Орегон та північна Каліфорнія |
|       |       | Ribes microphyllum Kunth         | Гватемала, Мексика |
|       |       | Ribes pinetorum Greene           | Аризона і Нью-Мексико. |
|       |       | Ribes quercetorum Greene         | Каліфорнія |
|       |       | Ribes sericeum Eastw.            | Каліфорнія |
|       |       | Ribes tularense (Coville) Fedde. | Південна Каліфорнія |
|       |       | Ribes velutinum Greene           | Монтана, Айдахо, Вашингтон, Орегон, Юта, Невада, Каліфорнія та Аризона |
|       |       | Ribes watsonianum Koehne         | Вашингтон і Орегон. |

### СекціяRobsoniaBerland.
| Квіти | Плоди | Наукова назва                   | Поширення                              |
| ----- | ----- | ------------------------------- | -------------------------------------- |
|       |       | Ribes speciosum Pursh           | Південна Каліфорнія та Нижня Каліфорня |
|       |       | Ribes thacherianum (Jeps.) Munz | Узбережжа Каліфорнії                   |

## Гібриди
| Квіти | Плоди | Наукова назва                                    | Батьки                                 |
| ----- | ----- | ------------------------------------------------ | -------------------------------------- |
|       |       | Ribes x bethmontii Jancz.                        | Ribes malvaceum x R. sanguineum        |
|       |       | Ribes × Culverwellii                             | Ribes nigrum x Ribes uva-crispa        |
|       |       | Ribes × futurum Jancz.                           | Ribes rubrum × Ribes warszewiczii      |
|       |       | Ribes x gonduini Jancz.                          | Ribes petraeum × Ribes rubrum          |
|       |       | Ribes × gordonianum Lem.                         | Ribes odoratum × Ribes sanguineum      |
|       |       | Ribes × holocericeum Otto & A.Dietr.             | Ribes petraeum × Ribes spicatum        |
|       |       | Ribes × houghtonianum Jancz.                     | Ribes rubrum × Ribes spicatum          |
|       |       | Ribes × koehneanum Jancz.                        | Ribes multiflorum × Ribes rubrum       |
|       |       | Ribes × nidigrolaria Rud.Bauer & A.Bauer — Йошта | Ribes divaricatum x Ribes uva-crispa   |
|       |       | Ribes × van-fleetianum (A.Berger) Standl.        | Ribes missouriense × Ribes uva-crispa. |
|       |       | Ribes x varoi Blanca                             | Ribes uva-crispa × Ribes petraeum      |